# Krste Velkoski
Krste Velkoski (Macedonisch: Крсте Велкоски) (Vevčani, 20 februari 1988) is een Macedonisch voetballer die als aanvaller speelt.

## Clubcarrière
Op 11 juli 2006 maakte Velkoski zijn debuut in de UEFA Champions League. Tot op heden speelde hij 22 Europese wedstrijden, waarvan 7 in de Champions League. In totaal wist hij in deze wedstrijden zes keer tot scoren te komen.

## Interlandcarrière
Onder leiding van bondscoach Boško Đurovski maakte Velkoski zijn debuut voor de nationale ploeg van Macedonië op 5 maart 2014 in de vriendschappelijke thuiswedstrijd tegen Letland (2-1), net als Kire Ristevski (Slavia Sofia). Hij viel in dat duel na 80 minuten in voor Ivan Tričkovski.
1 Dimitrievski ·
2 Bejtulai ·
3 Zajkov ·
4 Ristevski ·
5 Ademi ·
6 Musliu ·
7 Tričkovski ·
8 Alioski ·
9 Trajkovski ·
10 Pandev  ·
11 Hasani ·
12 Jankov ·
13 S. Ristovski ·
14 D. Velkovski ·
15 Kostadinov ·
16 Nikolov ·
17 Bardhi ·
18 Stojanovski ·
19 K. Velkoski ·
20 Spirovski ·
21 Elmas ·
22 Šiškovski ·
23 Radeski ·
24 Avramovski ·
25 Čurlinov ·
26 M. Ristovski ·
Coach: Angelovski